# 指令 (EU)
欧州連合法における指令（しれい、英: Directive）とは、加盟国に対してある目的を達成することを求めるものの、その方法までは定めていないような法の形態。そのためそれ自体が執行力を持ち、国内において立法手続を必要としない規則とは異なる。通常、指令は加盟国内で適切な法令が採択されることに関し、加盟国に一定の裁量を与えている。また欧州連合の機関においてどのような立法手続が選択されるかについては、扱われる政策分野によって決められる。

## 根拠
指令の制定についての法的根拠となっているのは欧州連合の機能に関する条約第288条である。欧州連合理事会は欧州委員会に立法権を委任することができ、また政策分野や適用される立法手続によっては両機関が法令を策定することができる。このため「理事会指令」と「委員会指令」があるが、国内における法制度におけるそれとは違い、欧州連合の機能に関する条約第288条は立法行為と行政行為を明確に区別していない。

## 作用
指令は対象となる加盟国のみを拘束するものであり、その対象国は単独であったり、複数であったりする。ところが実際には、共通農業政策関連の指令を除くと全加盟国が指令の対象となっている。

### 施行
指令は採択されると、その目的の実現に向けた日程を加盟国に対して課すことになる。加盟国の既存の法令には指令に適合するものとなっていることもあるが、そのような場合は加盟国はその法令を維持することが求められることになる。しかし多くの場合は、指令の目的が適切に達成されるために、加盟国は自国の関連法を改正しなければならない。加盟国内で必要な法令の改正案が可決されない場合、あるいは指令が求める目的の達成のために国内法の整備が十分でない場合は、欧州委員会は当該加盟国について欧州連合裁判所 (CJEU) に訴えることになる。

### 直接的効力
そもそも指令は加盟国により施行されるまでは拘束力を持たないものであるが、欧州連合司法裁判所は指令の直接作用性を認めており、未施行あるいは不適切な施行がなされている指令でも直接的な法的効力を有するとしている。イタリア政府の指令の施行に関連して争われた裁判において欧州連合司法裁判所は、加盟国は指令が未施行であるために不利益を被った個人や企業に対してその賠償の責を負うと判示した。